# Aenone lithophaga
Aenone lithophaga är en ringmaskart som beskrevs av Risso 1826. Aenone lithophaga ingår i släktet Aenone och familjen Oenonidae. Inga underarter finns listade i Catalogue of Life.